# Kimbo Slice
Kimbo Slice, pseudonimo di Kevin Ferguson (Nassau, 8 febbraio 1974 – Margate, 6 giugno 2016), è stato un lottatore di arti marziali miste  e pugile bahamense naturalizzato statunitense.
Ha combattuto nella divisione dei pesi massimi per le promozioni di MMA UFC e Bellator.
Le sue prime apparizioni avvennero sull'internet, dove inizialmente furono diffusi i filmati dei suoi combattimenti clandestini. Le forze dell'ordine non intervennero mai, perché i combattimenti erano considerati consensuali per i contendenti.
Dopo essersi lasciato i combattimenti di strada alle spalle, iniziò a combattere ufficialmente nelle arti marziali miste, allenato da Bas Rutten.
Dal 2010 praticò anche pugilato, disciplina nella quale rimase imbattuto. .

## Carriera

### Gli inizi
Ferguson nacque a Nassau, Bahamas, ma si trasferì fin da piccolo negli USA. Era un difensore nella squadra di football della Miami Palmetto High School, nella zona Pinecrest di Miami, Florida. Dal college andò all'università di Miami grazie ad una borsa di studio ma rimase lì solo per un anno e mezzo avendo smesso di giocare a football.

Con il nome di Kimbo Slice, Ferguson lavorò come guardia del corpo per la Rk Netmedia (meglio nota come Reality Kings), una famosa casa pornografica di Miami. La rivista statunitense Rolling Stone chiamò Slice "Il re dei combattenti di strada".

### Il passaggio alle arti marziali
La carriera professionistica MMA di Kimbo iniziò con l'allenamento di Arti Marziali miste nel 2004 sotto gli insegnamenti di Bas Rutten. Kimbo Slice ha assunto Bas Rutten per prepararlo al grande combattimento contro Sean Gannon. Ferguson continuò ad allenarsi con Bas Rutten per entrambi i suoi incontri professionali MMA dai quali uscì ambedue le volte vincitore, la prima volta contro Ray Mercer, il 23 giugno 2007, e la seconda contro il veterano MMA David "Tank" Abbott, il 16 febbraio 2008.
Uno degli incontri di Kimbo più famosi è stato il controverso scontro del 2004 con Sean Gannon, un ex-poliziotto che si allenava nel MMA. Slice venne sconfitto da Gannon (nonostante quest'ultimo avesse utilizzato molte mosse non consentite dalle regole dei combattimenti fino ad allora sostenuti da Slice, come ginocchiate e mosse di soffocamento) e grazie alla popolarità di questo video, Gannon iniziò a combattere nel circuito UFC (Ultimate Fighting Championship).
Slice diede la sua approvazione al proprio debutto nelle MMA contro l'ex campione WBO Ray Mercer a Cage Fury Fighting Championship 5, ad Atlantic city il 23 giugno 2007. Il match era stato programmato come un incontro di 3 round nel quale erano permesse tutte le tecniche di norma utilizzate negli incontri di Arti Marziali miste.
Slice sconfisse Mercer con una presa a terra "a ghigliottina" a un minuto e 12 secondi dall'inizio del match. In un'intervista dopo il match Slice affermò che avrebbe voluto combattere contro David "Tank" Abbott. Quest'ultimo, che era tra gli spettatori, si alzò e accettò di combattere contro Slice. Il match venne programmato per il Cage Fury Fighting Championship 6 ma l'incontro venne cancellato a causa di dispute promozionali. L'11 ottobre infatti Proelite.com annunciò che Slice avrebbe fatto il suo debutto il 10 novembre all'EliteXC.
Inizialmente il match doveva essere tra Slice e Mike Bourke ma questo venne poi sostituito da Bo Cantrell a causa di un infortunio alla spalla. Kimbo sconfisse Cantrell dopo 19 secondi dall'inizio del primo round per sottomissione.
Slice in seguito parteciperà al "The Iron Ring", una nuova serie televisiva di Bet che cerca nuovi volti per i combattimenti MMA, come membro della giuria incaricata di selezionare i partecipanti.
Il 16 febbraio 2008 Kimbo combatté contro Tank Abbott nel main event dell'EliteXC: Street Certified e sconfiggendolo 43 secondi dopo l'inizio del primo round.
Il 31 maggio 2008, Kimbo combatté nel main event della manifestazione "EliteXC: Primetime". Il suo avversario fu James "The Colossus" Thompson, lottatore britannico dall'imponente mole (193 cm x 117 kg). Il match si rivelerà essere il più duro affrontato da Kimbo sino a quel momento. Al termine dei primi due round, infatti, Thompson era in vantaggio nel conteggio totale dei giudici, ma nei secondi iniziali della terza (ed ultima) ripresa Slice colpì l'avversario all'orecchio sinistro, provocandogli la rottura del cosiddetto "orecchio a cavolfiore" (alterazione fibrosclerotica del padiglione auricolare) e, conseguentemente, una grossa perdita di sangue. A questo seguirono altri tre colpi verso un Thompson ancora in piedi, che spinsero l'arbitro a fermare la contesa (TKO - 0:38 del terzo round).
Durante le interviste post match un altro lottatore della EliteXC, Brett Rogers, accusò Kimbo di aver ceduto nel corso della prima ripresa, mentre chiuso in una guillotine choke hold, e definì la prestazione di Slice "spazzatura".
Il 4 ottobre 2008, Kimbo Slice avrebbe dovuto affrontare Ken Shamrock come evento principale dello show "Saturday Night Fights" della CBS. Shamrock però si infortunò all'occhio sinistro nel riscaldamento precedente al match ed il management della EliteXC lo sostituì all'ultimo minuto con Seth Petruzelli, al rientro nel mondo MMA dopo quasi un anno di inattività. A sorpresa, Seth Petruzelli sconfisse Kimbo Slice in soli 14 secondi per TKO.
Il 20 ottobre 2008, la EliteXC dichiara bancarotta. Molti nel giro delle mixed martial arts attribuirono il fallimento della EliteXC e della ProElite alla sconfitta di Kimbo per mano di Petruzelli.

### Ultimate Fighting Championship
A seguito del fallimento della Elite Xtreme Combat, Dana White, presidente della Ultimate Fighting Championship, dichiarò pubblicamente che se Kimbo Slice avesse voluto un posto nella sua federazione avrebbe dovuto guadagnarselo attraverso la partecipazione al programma tv The Ultimate Fighter: Heavyweights, possibilità colta al volo dal lottatore.
Lo spettacolo prevedeva un roster diviso in due squadre, capitanate da due veterani dell'oktagon: Quinton "Rampage" Jackson e Rashad Evans. Kimbo era la prima scelta di Jackson, la seconda assoluta. Tuttavia, Slice venne sconfitto nel primo match disputato nel corso dello show da Roy Nelson, che poi si rivelerà vincitore dell'edizione 2009 del programma.
Il 5 dicembre 2009, nell'ultima puntata di The Ultimate Fighter: Heavyweights, Kimbo affrontò Houston Alexander, lottatore di esperienza, noto per la pesantezza dei suoi pugni. In quello che tutti prevedevano come un match puramente brawl, i due approcciarono, invece, la contesa sulla distanza, arrivando alla fine dei tre round ancora in piedi. Un back suplex eseguito da Slice nella seconda ripresa gli garantì la vittoria ai punti, per decisione unanime (29-28, 29-28, 30-27).
Nel 2010 Matt Mitrione mise KO Slice e l'UFC decise di rescindere il contratto con il nativo delle Bahamas: sarà l'ultimo incontro di arti marziali miste per Kimbo, che successivamente si dedicò con poco successo al pugilato.
Il sito specializzato bleacherreport.com lo ha classificato come il secondo lottatore della storia delle MMA che maggiormente ha deluso le aspettative dei fan sportivi.

### Bellator MMA
Dopo una mediocre esperienza nella boxe professionistica, dove uscì vincitore in sette incontri consecutivi (senza tuttavia affrontare mai incontri della durata superiore ai quattro round), Kimbo Slice scelse di tornare a praticare MMA firmando un contratto con l'importante promozione Bellator.
Nel giugno 2015 affrontò e sconfisse, nel suo primo match della promozione, il veterano Ken Shamrock per KO tecnico a pochi minuti dall'inizio dell'incontro.

### Influenza sui media
Nel 2014 Salmo pubblica su YouTube una canzone chiamata Kimbo Slice prodotta da Skrillex. In seguito, la canzone è stata inserita nel mix K-Hole/Kimboslice/Esagero nel mixtape Bloody Vinyl II, prodotta da DJ Slait.

## Morte
È morto il 6 giugno 2016 all'età di 42 anni, dopo essere stato ricoverato in un ospedale a Fourt Lauderdale. Al momento del decesso aveva in programma un rematch contro James Thompson, nel main event di Bellator 158 previsto per il mese di luglio.

## Risultati nella boxe professionistica
| Risultato | Record | Avversario       | Metodo              | Data             | Round | Tempo | Luogo                                        | Note                                |
| --------- | ------ | ---------------- | ------------------- | ---------------- | ----- | ----- | -------------------------------------------- | ----------------------------------- |
| Vittoria  | 7-0    | Shane Tilyard    | KO                  | 30 gennaio 2013  | 2 (4) | 2:09  | Entertainment Centre, Sydney, Australia      |                                     |
| Vittoria  | 6-0    | Howard Jones     | KO                  | 6 ottobre 2012   | 1 (4) | 0:57  | Buffalo Run Casino, Miami, USA               |                                     |
| Vittoria  | 5-0    | Jesse Porter     | KO                  | 12 maggio 2012   | 1 (4) | 0:36  | Lucky Star Casino, Concho, USA               |                                     |
| Vittoria  | 4-0    | Brian Green      | KO                  | 24 marzo 2012    | 4 (4) | 2:57  | O'Reilly Center, Springfield (Missouri), USA |                                     |
| Vittoria  | 3-0    | Charles Hackmann | Decisione (unanime) | 30 dicembre 2011 | 4     | 2:09  | Buffalo Run Casino, Miami, USA               |                                     |
| Vittoria  | 2-0    | Tay Bledsoe      | KO                  | 15 ottobre 2011  | 1 (4) | 2:17  | Heartland Events Center, Grand Island, USA   |                                     |
| Vittoria  | 1-0    | James Wade       | KO                  | 13 agosto 2011   | 1 (4) | 0:17  | Buffalo Run Casino, Miami, USA               | Debutto nella boxe professionistica |

## Risultati nelle arti marziali miste
Gli incontri segnati su sfondo grigio si riferiscono ad incontri di esibizione non ufficiali o comunque non validi per essere integrati nel record da professionista.
| Risultato  | Record  | Avversario        | Metodo                              | Evento                                    | Data              | Round | Tempo | Luogo                       | Note |
| ---------- | ------- | ----------------- | ----------------------------------- | ----------------------------------------- | ----------------- | ----- | ----- | --------------------------- | --- |
| No Contest | 5–2 (1) | Dada 5000         | No Contest (doping)                 | Bellator 149                              | 19 febbraio 2016  | 3     | 1:32  | Houston, Stati Uniti        | La vittoria per KO Tecnico di Slice venne convertita in No Contest a seguito della sua positività al nandrolone |
| Vittoria   | 5-2     | Ken Shamrock      | KO Tecnico (pugni)                  | Bellator: Unfinished Business             | 20 giugno 2015    | 1     | 2:22  | Saint Louis, Stati Uniti    | Debutto in Bellator                                                                                             |
| Sconfitta  | 4-2     | Matt Mitrione     | KO Tecnico (pugni)                  | UFC 113: Machida vs. Shogun 2             | 8 maggio 2010     | 2     | 4:24  | Montréal, Canada            | |
| Vittoria   | 4-1     | Houston Alexander | Decisione (unanime)                 | The Ultimate Fighter: Heavyweights Finale | 5 dicembre 2009   | 3     | 5:00  | Las Vegas, Stati Uniti      | Debutto in UFC                                                                                                  |
| Sconfitta  | NU      | Roy Nelson        | KO Tecnico (colpi)                  | The Ultimate Fighter 10                   | 29 settembre 2009 | 2     | 2:01  | Las Vegas, Stati Uniti      | Torneo dei Pesi Massimi TUF 10, Primo turno                                                                     |
| Sconfitta  | 3-1     | Seth Petruzelli   | KO Tecnico (pugni)                  | EliteXC: Heat                             | 4 ottobre 2008    | 1     | 0:14  | Sunrise, Stati Uniti        | |
| Vittoria   | 3-0     | James Thompson    | KO Tecnico (pugni)                  | EliteXC: Primetime                        | 31 maggio 2008    | 3     | 0:38  | Newark, Stati Uniti         | |
| Vittoria   | 2-0     | Tank Abbott       | KO (pugni)                          | EliteXC: Street Certified                 | 16 febbraio 2008  | 1     | 0:43  | Miami, Stati Uniti          | |
| Vittoria   | 1-0     | Bo Cantrell       | KO Tecnico (Sottomissione ai pugni) | EliteXC: Renegade                         | 10 novembre 2007  | 1     | 0:19  | Corpus Christi, Stati Uniti | |
| Vittoria   | NU      | Ray Mercer        | Sottomissione (ghigliottina)        | Cage Fury Fighting Championships V        | 23 giugno 2007    | 1     | 1:12  | Atlantic City, Stati Uniti  | Incontro d'esibizione                                                                                           |